# 장암 청도김씨 정려
장암 청도김씨 정려는 충청남도 부여군 장암면에 있다. 2008년 12월 15일 부여군의 향토문화유산 제100호로 지정되었다.